# Bão Oliwa (1997)
Bão Oliwa là một trong số kỷ lục 11 cơn siêu bão của mùa bão Tây Bắc Thái Bình Dương 1997. Oliwa hình thành trên vùng Trung tâm Thái Bình Dương; khu vực phía Tây Nam Hawaii vào ngày 2 tháng 9, nhưng sau đó nó đã di chuyển sang vùng Tây Bắc Thái Bình Dương. Trong ngày 8 tháng 9 Oliwa tăng cường mạnh mẽ, vận tốc gió tăng từ 85 dặm/giờ lên thành 160 dặm/giờ trong khoảng thời gian 24 tiếng. Tiếp đó, cơn bão dần suy yếu, và sau khi di chuyển qua phía Đông Okinawa, nó đã chuyển hướng Đông Bắc tấn công Nhật Bản với sức gió 80 dặm/giờ (130 km/giờ). Tại quốc gia này, đã có 13 người thiệt mạng, 30.000 người chịu ảnh hưởng, hàng ngàn ngôi nhà bị ngập lụt, một số khác thì bị phá hủy. Ở vùng biển ngoài khơi Hàn Quốc, gió mạnh và sóng lớn đã làm đắm 28 con tàu, cùng một chiếc khác bị mất tích đi kèm với đó là 10 thủy thủ. Oliwa tan vào ngày 19 trên vùng Bắc Thái Bình Dương gần đường đổi ngày quốc tế.

## Lịch sử khí tượng
Nguồn gốc của bão Oliwa là từ một rãnh gió mùa mở rộng xa bất thường về phía Đông vào cuối tháng 8 năm 1997. Sau đó, một vùng nhiễu động đã hình thành từ rãnh gió mùa, và nó dần tổ chức trên vùng biển Tây Nam Hawaii. Từ ngày 2 tháng 9, Trung tâm Bão Trung tâm Thái Bình Dương (CPHP) bắt đầu ban hành những thông báo về áp thấp nhiệt đới Two-C với vị trí nằm cách đảo Johnston khoảng 590 dặm (950 km) về phía Tây Nam, và phía Đông gần đường đổi ngày quốc tế. Tiếp đó, áp thấp nhiệt đới mạnh lên nhanh chóng thành bão nhiệt đới, và CPHP đã đặt cho nó cái tên "Oliwa", có nghĩa là "Oliver" trong tiếng Hawaii.
Một dải áp cao tương đối mạnh tồn tại phía Bắc cơn bão đã chi phối quỹ đạo hướng nó di chuyển chậm về phía Tây. Nhiệt độ nước biển trên bề mặt là hơi ấm hơn bình thường, kết hợp với một môi trường trên tầng cao thuận lợi giúp hệ thống tăng cường. Tuy nhiên, ban đầu, ảnh vệ tinh cho thấy Oliwa có đôi chút bất tổ chức, và vào ngày 4 tháng 9, lúc nó vượt đường đổi ngày quốc tế, có lẽ đã xuất hiện nhiều hơn một hoàn lưu. Sau đó Oliwa tiến vào khu vực Tây Bắc Thái Bình Dương, thúc đẩy Trung tâm Cảnh báo Bão Liên hợp (JTWC) cũng như Cơ quan Khí tượng Nhật Bản (JMA) bắt đầu ban hành những thông báo về cơn bão. Mặc dù ở trong một môi trường thuận lợi, quá trình tăng cường diễn ra chậm, và đến ngày mùng 8 Oliwa đạt trạng thái bão cuồng phong. Trước đó, Oliwa đã cùng tồn tại song song với một xoáy thuận nhiệt đới yếu hình thành ở một vị trí tương tự trên Nam Thái Bình Dương.
Khoảng 12 tiếng sau khi đạt cấp độ bão cuồng phong, Oliwa bắt đầu một giai đoạn tăng cường mãnh liệt ngoài dự kiến. Trong vòng 24 tiếng, JTWC nhận định cơn bão đã mạnh lên gần gấp đôi, vận tốc gió duy trì 1 phút tăng từ 85 dặm/giờ lên 160 dặm/giờ (135 lên 260 km/giờ), trong khi áp suất giảm 69 mbar xuống mức tối thiểu 898 mbar. Dựa vào những ước tính về cường độ, JTWC phân loại Oliwa là một siêu bão. Trong khi đó, JMA, cơ quan chính thức của vùng Tây Bắc Thái Bình Dương, nhận định vận tốc gió duy trì 10 phút tối đa của Oliwa là 115 dặm/giờ (185 km/giờ) cùng áp suất tối thiểu 915 mbar. Vào khoảng thời gian đó, ảnh vệ tinh đã chỉ ra sự xuất hiện của mesovortices - những xoáy nhỏ đặc trưng được tìm thấy trong thành mắt bão của những cơn bão cường độ mạnh. Ngoài ra, những thành mắt bão đồng tâm cũng đã phát triển, một điều cũng thường xảy ra trong những cơn bão mạnh.
Sau khi duy trì cường độ tối đa trong vòng 36 giờ, Oliwa dần suy yếu khi nó tiếp tục quỹ đạo Tây - Tây Bắc, khi đó cơn bão đã di chuyển qua Quần đảo Bắc Mariana. Vào ngày 14 tháng 9, khi ở trên khu vực phía Bắc Okinawa, Oliwa giảm tốc độ di chuyển và đổi hướng sang Đông Bắc hướng đến Nhật Bản. Với cường độ đã suy giảm, cơn bão đổ bộ lên Kyushu với sức gió 85 dặm/giờ (135 km/giờ) trong cuối ngày 15. Sau đó, Oliwa liên tục suy yếu xuống chỉ còn là áp thấp nhiệt đới vào ngày 16. JTWC đã ban hành thông báo cuối cùng của họ về Oliwa vào ngày hôm sau khi nó nằm trên vùng phía Đông của biển Nhật Bản. Tuy nhiên, JMA vẫn tiếp tục đưa ra những thông báo khi cơn bão vượt vùng Đông Bắc Nhật Bản rồi tăng tốc hướng ra Thái Bình Dương. Vào ngày 19 tháng 9, Oliwa tan tại địa điểm gần đường đổi ngày quốc tế, phía Nam quần đảo Aleutian.

## Tác động
Trong quá trình suy yếu sau khi đạt đỉnh, Oliwa đã di chuyển qua địa điểm cách Agrihan thuộc quần đảo Bắc Mariana khoảng 60 dặm (95 km) về phía Bắc. Tại hòn đảo này đã ghi nhận được vận tốc gió duy trì đạt 75 dặm/giờ (120 km/giờ), với gió giật 85 dặm/giờ (135 km/giờ). Gió mạnh đã làm hai cây dừa đổ vào một ăng-ten radio, khiến cho việc liên lạc giữa đảo với thế giới bên ngoài tạm thời bị cắt đứt. Tại đảo Kyushu của Nhật Bản, đã có hàng ngàn ngôi nhà bị ngập lụt, cùng hàng chục ngôi nhà khác bị phá hủy. Với tốc độ di chuyển chậm, cơn bão đã gây mưa nặng hạt tạo ra một trận lở bùn ở Tashiro, Kago làm 3 người thiệt mạng. Còn tại tỉnh Kagoshima, chính quyền đã phải ban bố lệnh di tản do lũ lụt, dù vậy nhiều người đã không chú ý đến những lời cảnh báo. Cơn bão đã phá hủy 131 ngôi nhà tại tỉnh này, đồng thời làm hư hại 1.700 ngôi nhà khác. Tổn thất ước tính là 14 triệu yên (trị giá 1997, 150.000 USD 1997). Tổng cộng trên toàn nước Nhật, bão Oliwa đã làm chết 12 người và buộc 30.000 người phải di dời; thiệt hại vật chất đạt con số 4 tỉ yên (50,1 triệu USD). Ngoài ra, gió mạnh và sóng lớn từ cơn bão còn làm đắm 28 chiếc tàu, kèm theo đó là 10 người mất tích cùng với một con tàu đánh bắt cua khác.
Bão Oliwa là một trong tổng số 11 cơn siêu bão hoạt động trên Tây Bắc Thái Bình Dương trong năm 1997, số lượng siêu bão nhiều kỷ lục ngang bằng với mùa bão 1965. Nguyên nhân tạo ra một mùa bão hoạt động mạnh bất thường như vậy là bởi một trong những sự kiện El Niño mạnh nhất từng ghi nhận được trong lịch sử. Với nguồn gốc từ Trung tâm Thái Bình Dương, sau đó di chuyển qua Quần đảo Bắc Mariana và Nhật Bản, quỹ đạo này của Oliwa là không bình thường. Ngoài ra, Oliwa còn là một trong chỉ hai cơn bão trong mùa bão 1997 trải qua giai đoạn tăng cường mãnh liệt (mạnh lên nhanh chóng), với tỉ lệ áp suất giảm ≥2,5 mbar mỗi giờ trong quãng thời gian ít nhất 12 giờ liên tục. Qua 24 tiếng, áp suất của Oliwa sụt 69 mbar, tính trung bình là sụt 2,9 mbar/giờ; trị số áp suất trên Tây Bắc Thái Bình Dương thường được ước tính bằng kỹ thuật Dvorak.
Tên bão "Oliwa" đã không bị khai tử, dù vậy do bão thường ít xuất hiện trên khu vực Trung tâm Thái Bình Dương, cái tên này đã không được sử dụng lại sau nhiều năm.